# Steel Division: Normandy 44
Steel Division: Normandy 44 це стратегічна відеогра в реальному часі, розроблена компанією Eugen Systems та видана Paradox Interactive, дія якої відбувається під час Другої світової війни.

## Сетинг
Події гри відбуваються в Нормандії (Франція) під час Другої світової війни. Вона зображує бої між силами Союзників і Німеччиною під час наступу Союзників із захоплених плацдармів після висадки в Нормандії. У грі представлено широкий спектр військових сил, зокрема Канади, Німеччини, Франції, Польщі, Великої Британії та США.

## Ігровий процес
Гравці керують історичними підрозділами, заснованими на реальних дивізіях, які брали участь у боях у Нормандії. Перед початком бою вони обирають набір юнітів із заздалегідь сформованої колоди. Після початку гри гравець може викликати підкріплення зі своєї колоди. Матчі поділяються на три фази, причому більш потужні юніти стають доступними лише на пізніших етапах гри. Steel Division: Normandy 44 має три однокористувацькі кампанії та підтримує мережеві бої до 10 на 10 гравців.

## Кампанія
«Steel Division: Normandy 44» складається з трьох кампаній; однієї за американців, однієї за німців, однієї за британські та союзні війська Співдружності — кожна охоплює різні етапи та ділянки Нормандської кампанії.
Місія «Бостон» (6 червня — 11 червня)
Американська кампанія
Гравець починає з управління підрозділами 82-ї повітряно-десантної дивізії США, які намагаються забезпечити контроль над дамбами в тилу американських плацдармів. Наприкінці кампанії гравець вже командує об'єднаними силами американців і французьких маків, що намагаються завадити підрозділам Panzer-Ersatz-Abteilung 100 відступити з району села Бот.
Атлантичний вал (6 червня — 7 червня)
Німецька кампанія (гіпотетичний сценарій)
У варіанті «Що, якби…» гравець бере на себе командування німецькими військами в тилу плацдарму «Сорд». Замість того щоб утримувати бронетанкові підрозділи в резерві (очікуючи ймовірного головного вторгнення в іншому місці), Роммель вирішує негайно перекинути танкові дивізії на фронт — на чолі з елементами 21-ї танкової дивізії. Протягом чотирьох місій гравець має стримати, а потім контратакувати британське висадження, намагаючись скинути союзників назад у море.
Операція «Епсом» (26 червня — 10 липня)
Британська кампанія

## Продовження
25 липня 2018 року було анонсовано продовження гри під назвою Steel Division 2. Події гри розгортаються під час Операції «Багратіон».